# Cavalieri di San Marco
L'Ordine di San Marco della Serenissima Repubblica di Venezia fu un ordine cavalleresco fondato nell'ambito della Repubblica di Venezia, inizialmente per premiare meriti militari.

## Storia
Il Cavalierato di San Marco fu l'unico ordine cavalleresco della Repubblica. La data di istituzione dell'ordine è ignota, riportata in fonti secondarie fin dal 787 o dal 1180 ed attestata con certezza documentale dal XV secolo.
L'ordine variava d'importanza e considerazione pubblica a seconda che fosse maggiore o minore l'autorità per decreto della quale veniva concesso, cioè che la deliberazione di nomina provenisse dal Maggior Consiglio, dal Senato o dal Doge. La consegna delle insegne dell'Ordine si compiva o nel Pien Collegio o nelle stanze private ducali. I Cavalieri, in ogni modo, venivano sempre armati dal Capo della Repubblica, che toccava loro le spalle con uno spadone pronunciando le parole "Esto miles fidelis" ("sarai un fedele cavaliere").
Il cavalierato non era ereditario, con le sole eccezioni del conte Giacomo Zanotto per il ruolo svolto nella Battaglia di Lepanto, nominato Cavaliere di San Marco dal doge Alvise I Mocenigo con diploma il 16 dicembre 1571 "con beneficio trasmissibile a tutti i suoi discendenti legittimi in perpetuo", e di Benedetto Querini nel 1597, insignito dell'Ordine per le sue grandi benemerenze durante la carestia e la peste che colpirono il Regno di Candia nel 1590 e 1592. Inoltre nel 1769 il Serenissimo doge Alvise IV Mocenigo conferì, in perpetuo, il titolo di Cavaliere di San Marco anche ai reverendissimi Canonici del Venerabile Capitolo della Cattedrale di Treviso.
L'Ordine si è estinto il 12 maggio 1797, quando il Doge e i magistrati deposero le insegne del comando ed il Maggior Consiglio abdicò e dichiarò decaduta la Repubblica di Venezia.

## L'insegna
L'insegna dell'ordine, quando concesso dal Doge come "pubblico e onorifico contrassegno per le azioni di segnalato valore" e riservato ai "bassi uffiziali e soldati", era una croce biforcata smaltata in bianco e azzurro recante al centro il leone di San Marco in maestà, sospesa al collo da una catenina d'oro, ed era concessa o nella classe d'oro (che dava diritto ad un soprassoldo di una mesata all'anno) o in quella d'argento (con un soprassoldo di mezza mesata).
Quando era invece concessa dal Maggior Consiglio o dal Senato, oltre alla croce veniva utilizzata anche una medaglia d'oro raffigurante al recto il leone alato di San Marco e al verso un'iscrizione ricordo, appesa a una collana d'oro di fattura più elaborata e spesso di grande valore.
I pochi patrizi insigniti dell'Ordine (circa una ventina) non potevano indossarne le insegne quando vestivano la tradizionale toga ed utilizzavano invece una bordatura dorata sulla stola della toga ordinaria, oppure, con la toga di cerimonia, una stola di broccato d'oro fiorato, passante dalla spalla sinistra al fianco destro, che per l'appunto li faceva definire "Cavalieri dell'Ordine della Stola d'oro". Tuttavia l'uso della stola d'oro da parte dei patrizi non indicava necessariamente il conferimento dell'Ordine di San Marco, perché veniva utilizzata anche come insegna dei cavalierati conferiti da principi e sovrani stranieri agli ambasciatori della Serenissima e riconosciuti dal Veneto Governo al loro ritorno in patria.